# 科洛梅奇哈
49°26′48″N 37°58′15″E / 49.44667°N 37.97083°E

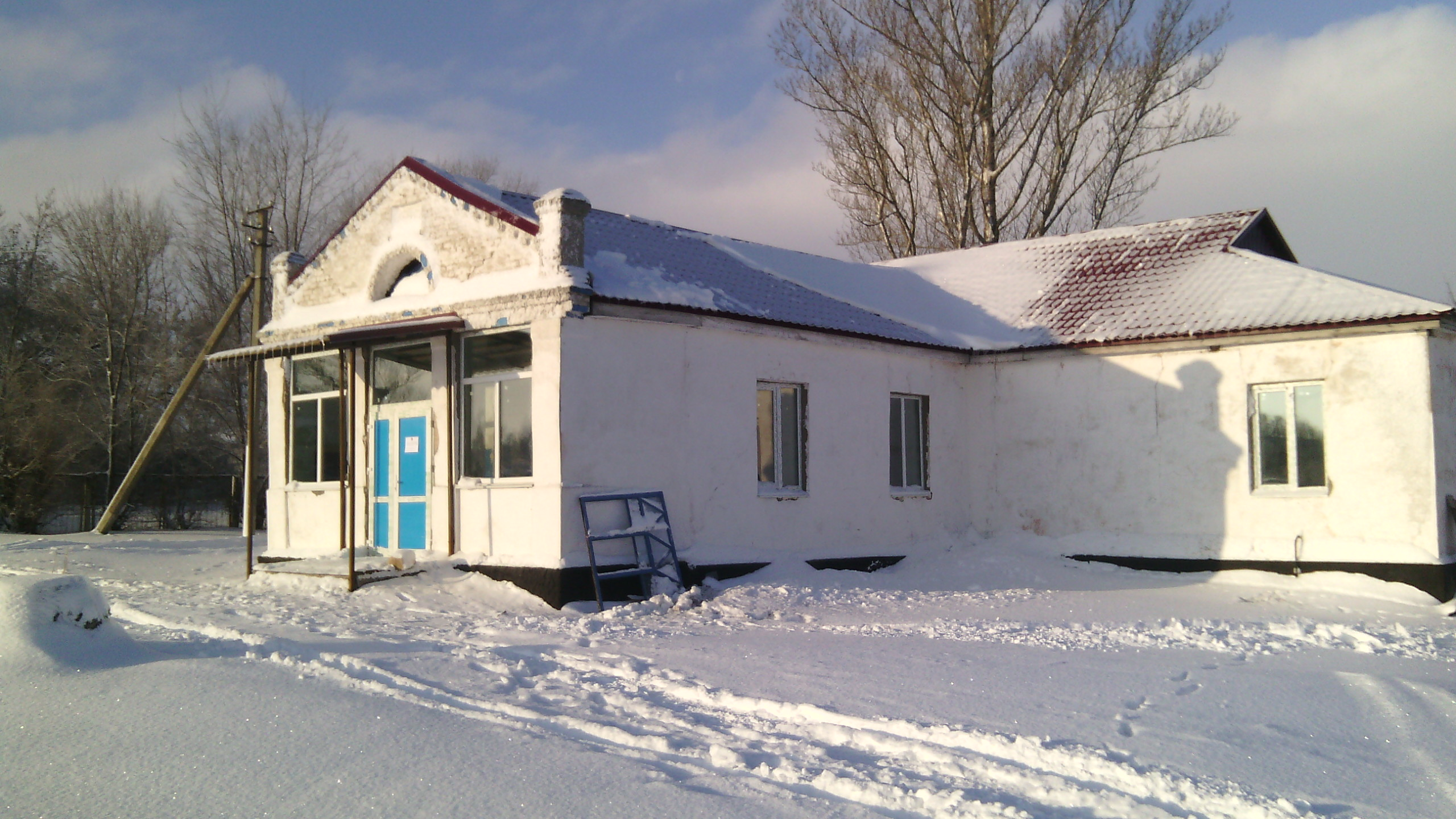
村活动室

科洛梅奇哈（烏克蘭語：Коломийчиха），是位於烏克蘭東部的村莊，由盧甘斯克州斯瓦托韋區的科洛梅奇哈市鎮負責管轄，始建於1665年，面積4.5平方公里，海拔高度133米，2001年人口527，人口密度每平方公里117.9人。